# Arroyo Rolón (Río Negro)
Der Arroyo Rolón ist ein etwa elf Kilometer langer Fluss im Westen Uruguays.
Er entspringt bei der Estancia Rolon, nahe Sarandí de Navarro im östlichen Teil des Departamento Río Negro und mündet, nachdem er in nordwest-südöstlicher Richtung abfließt, als rechtsseitiger Nebenfluss in den Río Negro.
Der Fluss hat zehn Zuflüsse und durchfließt eine landwirtschaftlich genutzte Region. Am Unterlauf wurden mehrere Hektar Wald angepflanzt.
→ siehe auch: Liste der Flüsse in Uruguay